# IC 4171
IC 4171 — галактика типу Scd () у сузір'ї Гончі Пси.
Цей об'єкт міститься в оригінальній редакції індексного каталогу.